# Lise Watier Cosmétiques
Lise Watier (рус. Лиз Ватье́ Космети́к) входит в список крупнейших канадских марок косметики. Основана в 1972 г-жой Лиз Ватье. Выпускает более 350 видов товаров для макияжа, кремов и духов. Её товары продаются крупными розничными торговцами по всему миру. Её духи «Нэж» являются самыми продаваемыми в Канаде.
Многие товары были признаны потребителями и журналами лучшими:
- профессиональный тональный крем Portfolio: Лучший тональный крем — Гран-при красоты ELLE Кебек 2001, 2002, 2003 и 100 лучших товаров журнала Шатлен 2002.
- тушь для ресниц Sublime: Лучшая тушь для ресниц — Гран-при ELLE Кебек 1999
- Hydra-secours: Лучшее ночной крем для лица — Гран-при красоты ELLE Кебек 2000
- Hydra-city: Лучший дневной крем — Гран-при красоты ELLE Канада 2003
- Happy face: 100 лучших товаров журнала Шатлен 2002
- Base miracle: 100 лучших товаров журнала Шатлен 2003
- тени для век Quatuor: 100 лучших товаров журнала Шатлен 2004
- Bio spécifique yeux: Лучший дневной крем — Гран-при красоты ELLE Кебек 2005
- Solution express: 100 лучших товаров журнала Шатлен 2005
- набор для бровей: 100 лучших товаров журнала Шатлен 2005
- защитный лак для ногтей Les Basiques: 100 лучших товаров журнала Шатлен 2005